# Стосунковий обсесивно-компульсивний розлад
У психології стосунковий обсесивно-компульсивних розлад («СОКР», англ. Relationship obsessive–compulsive disorder, ROCD) є формою обсесивно-компульсивного розладу, сфокусованого на близьких або інтимних стосунках. Такі нав'язливі ідеї можуть стати надзвичайно тривожними та виснажливими, маючи негативний вплив на функціонування стосунків.
Обсесивно-компульсивний розлад включає думки, образи чи спонукання, які є небажаними, тривожними, заважають життю людини і які зазвичай сприймаються як такі, що суперечать її переконанням і цінностям. Такі нав'язливі думки часто супроводжуються компульсивною поведінкою, спрямованою на «нейтралізацію» наслідків вторгнень, які викликають страх, і тимчасове полегшення тривоги, спричиненої нав'язливими ідеями. Спроби придушити або «нейтралізувати» нав'язливі ідеї збільшують, а не зменшують частоту і страждання, викликані нав'язливими ідеями.
Поширені нав'язливі теми включають страх перед обміном інфекціями, страх бути відповідальним за ушкодження себе чи інших, сумніви та надмірна фіксація на порядку. Однак люди з «ОКР» також можуть мати релігійні та сексуальні одержимості. Деякі люди з «ОКР» можуть відчувати нав'язливі ідеї, пов'язані з тим, як вони почуваються в поточних стосунках або як вони відчували себе в минулих стосунках («СОКР»). Повторювані думки про почуття людини до партнера по стосунках можуть виникати в різних контекстах стосунків, таких як інтимні стосунки чи стосунки між батьками та дітьми, однак у «СОКР» такі занепокоєння є небажаними, нав'язливими, хронічними та непрацездатними.

## Симптоми та ознаки

### Орієнтований на стосунках
Люди можуть постійно сумніватися, чи люблять вони свого партнера, чи є їхні стосунки правильними стосунками, чи їх партнер дійсно любить їх. Коли вони знають, що люблять когось або що їх хтось любить, вони постійно перевіряють і запевняють себе, що це правильне почуття. Коли вони намагаються припинити стосунки, їх охоплює тривога. Однак такі особи, залишаючись у стосунках, вони постійно переслідують сумніви щодо стосунків.

### Орієнтований на партнера
Інша форма «СОКР» містить зануреність, перевірку та пошук причин, пов'язаних з уявними недоліками партнера. Замість того, щоб знаходити в партнері хороше, вони постійно зосереджені на своїх недоліках. Вони часто перебільшують ці недоліки та використовують їх, щоб довести, що стосунки принципово погані. Той факт, що вони не можуть зосередитися ні на чому, крім недоліків свого партнера, викликає у постраждалої особи сильну тривогу та часто призводить до напружених стосунків.
Недавні дослідження показують, що симптоми «СОКР», орієнтовані на партнера, також можуть виникати в контексті батьків і дітей. У таких випадках батьки можуть бути приголомшені тим, що їхня дитина не є соціально компетентною, гарною, морально чи достатньо емоційно врівноваженою. Такі нав'язливі ідеї пов'язані з підвищеним стресом батьків і поганим настроєм.

## Причини
Вважається, що, як і інші форми «ОКР», психологічні та біологічні фактори відіграють певну роль у розвитку та підтримці «ОКР». На додаток до дезадаптивних способів мислення та поведінки, визначених як важливі при «ОКР», моделі «СОКР» припускають, що надмірна залежність від інтимних стосунків або сприйняття цінності партнера для почуття власної гідності та страх бути покинутим (див. також «Теорія прихильності») може збільшити вразливість і підтримувати симптоми «СОКР».

## Моделі терапії
«СОКР» є формою «ОКР». Когнітивно-поведінкова терапія («КПТ») вважається золотим стандартом психологічного лікування «ОКР». Згідно з моделями «КПТ», усі ми маємо небажані, нав'язливі думки, образи та бажання. Люди з «ОКР» інтерпретують ці нав'язливі переживання як щось погане в їхньому характері (божевільний або поганий) або в майбутньому (очікування катастрофи). Наприклад, вони можуть припускати що небажана думка про нещасний випадок близької людини означає те, що вони хотіли, щоб з тією людиною сталося щось погане. Такі інтерпретації посилюють увагу до небажаних нав'язливих переживань, роблячи їх більш тривожними та збільшуючи їх частоту. Люди з «ОКР» намагаються контролювати, нейтралізувати або запобігати виникненню нав'язливих переживань (або їх змісту), використовуючи миття, перевірку, уникнення, придушення думок або інші психічні та поведінкові ритуали (компульсії). Ці спроби контролю, однак, парадоксальним чином збільшують (а не зменшують) кількість цих небажаних думок і пов'язані з ними страждання. Згідно з моделями «КПТ», люди з «ОКР» дають такі вкрай негативні інтерпретації нав'язливому досвіду, тому що вони дотримуються дезадаптивних переконань. Наприклад, віра в те, що якщо трапиться щось погане, це їхня власна відповідальність (завищена відповідальність), може змусити людей з «ОКР» мити руки неодноразово після думки, що вони «можуть бути брудними». Вони зроблять це, щоб уникнути почуття відповідальності за заподіювання шкоду комусь іншому або собі.
У «СОКР» часто найбільше занепокоєння викликають нав'язливі думки пов'язані з «правильністю» стосунків або придатністю партнера (наприклад: недостатньо розумний, моральний або гарний). Щоб зменшити страждання, пов'язані з такими вторгненнями, люди з «СОКР» часто використовують різні психічні або поведінкові стратегії. Наприклад, вони часто намагаються отримати запевнення від інших, що партнер або стосунки достатньо хороші, вони можуть перевірити партнера або перевірити (зблизька) свій недолік, вони можуть шукати інформацію в Інтернеті про те, «як мені знати, що я в правильних стосунках» або оцінити свою фізичну реакцію та почуття до партнера. Ця та подібна поведінка посилює увагу до нав'язливих думок, надає їм більшої уваги попри відсутність об'єктивних причин на ці думки. Люди з «СОКР» також надають катастрофічного значення думкам, заснованим на надзвичайно дезадаптивних переконаннях, таких як перебування у стосунках, у яких вони не зовсім впевнені, такі думки завжди призводить до надзвичайної катастрофи. Такі переконання спонукають людей із «СОКР» тлумачити звичайні сумніви у стосунках катастрофічним чином, провокуючи нав'язливі розумові дії та поведінку, такі як повторна перевірка відчутних недоліків або повторна оцінка сили та якості своїх почуттів до партнера.
Лікування симптомів «СОКР» часто включає психо-навчання пацієнтів щодо свого розладу та моделі «КПТ», вплив і запобігання реакції на небажані думки чи образи та виклик дезадаптивних переконань у стосунках (наприклад, переконання, що бути закоханим означає бути щасливим весь час) і більш поширені «ОКР» переконання, такі як перфекціонізм і нетерпимість до невизначеності. Нещодавно були розроблені мобільні додатки, щоб допомогти терапевтам позбутися дезадаптивних уявлень, пов'язаних із симптомами «ОКР» та «СОКР».